# Westeinde (Enkhuizen)
Pour les articles homonymes, voir Westeinde.
Westeinde est un hameau situé dans la commune néerlandaise d'Enkhuizen, dans la province de la Hollande-Septentrionale. En 2008, le hameau comptait 220 habitants.

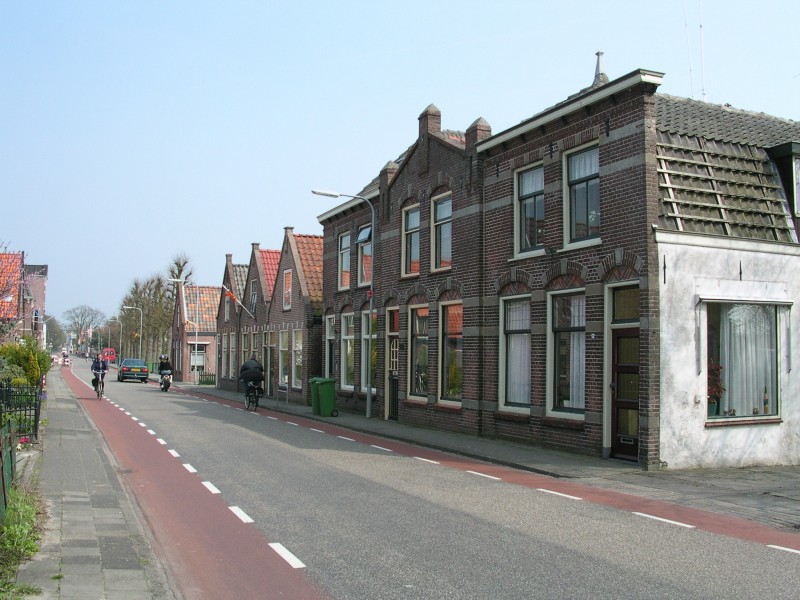
Vue sur Westeinde